# Kosmos 268
O Kosmos 268 (em russo: Космос 268) também denominado DS-P1-Yu Nº 19, foi um satélite artificial soviético lançado ao espaço com sucesso no dia 5 de março de 1969 através de um foguete Kosmos-2I a partir de Kapustin Yar.

## Características
O Kosmos 268 foi o décimo nono membro da série de satélites DS-P1-Yu e o décimo oitavo lançado com sucesso após o fracasso do lançamento do segundo membro da série. Sua missão era auxiliar sistemas antissatélites e antimíssil soviéticos.
O osmos 268 foi injetado em uma órbita inicial de 2186 km de apogeu e 219 km de perigeu, com uma inclinação orbital de 48,4 graus e um período de 109,1 minutos. Reentrou na atmosfera terrestre em 9 de maio de 1970.